# Броновиці-Великі
Броновиці Великі (пол. Bronowice Wielkie) - обшар Кракова, що входить до дільниці IV Пронднік Бяли, колишнього села поблизу Кракова. Це не допоміжна одиниця нижчого порядку в межах дільниці.
У 2006 році ця частина міста налічувала близько 3400 жителів.

## Розташування
Броновиці Великі межують з півночі з Тоні (кордон проходить вздовж потоку Sudół), зі сходу з Кроводжа (пол. Krowodrza) (кордон проходить по сьогоднішній вул. Стахевіча (ul.Stachiewicza), з півдня з Лобзовом і Броновиці Малі (межа проходить по сьогоднішній вул. Радзіковського (ul.Radzikowskiego), із заходу з Модльнічкою .
Головні вулиці: вул. Ойцовська (ul.Ojcowska), вул. Хельмонського (ul.Chełmońskiego), вул. На Полях (ul.Na Polach), вул. Ставова (ul.Stawowa).

## Історія
Закладене на Врожній Горі на північний захід від центру Кракова. Броновиці Великі (Bronowice Wielkie) — колишнє село на дорозі через Забежув до Сілезії, яке спочатку належало бенедиктинському монастирю в Тинці . У 1274 р. тинецький абат Косма за згодою Болеслава V Честного дозволив краківським міщанам Генрику та Ґерарду закріпити село за правом Средзьких і надав його костелу св. Георгія на Вавелі. Першими сільськими адміністраторами Броновиць були краківські міщани Дітмар і Крістіан. У 1464–1472 роках старостою села був Єжи Кеслінг, староста вищого суду німецького права в Королівському замку в Кракові, завдяки якому король Казимир IV Ягеллончик передав селу Магдебурзьке право .
Село капітули колегіати св. Георгія в Кракові в районі Прошовіце Краківського воєводства в кінці XVI століття  . У 1561 році відбувся поділ між Броновицями Дужими та Броновицями Малими, натомість 1562 року король Зигмунт Август підтвердив передачу броновицького канонікату в колегіаті св. Георгія на користь Краківської академії, якій село належало двісті років. У XVIII столітті в селі проживало понад 300 жителів і було близько 55 будинків, панський двір, млин і 2 шинки. У результаті університетської реформи, проведеної в 1777–1786 роках Гугоном Коллонтаєм, у селі було скасовано кріпосне право, а землю передали в оренду місцевим селянам. Внаслідок третього поділу Броновіце Велике опинилося під владою Австрії, а в 1815 році воно стало частиною Краківської республіки і було її частиною до 1846 року, коли після краху Краківського повстання Австрійська імперія анексувала Краківську республіку. У 1878 році в Броновицях була створена школа. У 1882 році садибу придбав Ян Владислав Фішер, який побудував еклектичний палац і приватну каплицю, що зараз є пресвітерієм парафіяльного костелу св. Франциска Ассізького, що датується 1895 роком. Парафія, зведена в 1909 році, була довірена реформаторам; костел збудовано на основі каплиці Фішера. Того ж року, що й парафія, було освячено цвинтар на Врожній Горі (Пастернік).
19 жовтня 1910 року Броновиці Великі було включено до Кракова як 36-а кадастрова дільниця. У 1976–1980 рр. костел розбудовано (проект Антоній Мазур). У 1989 році при костелі була створена Вища семінарія Ордену Братів Менших Францисканців. У 1954 році в урбанізованих Броновицях розмістили кафедру фармакології Польської академії наук , а в 1955–1957 роках звели комплекс будівель Інституту ядерної фізики .

## Етимологія
Назва Bronowice походить від імені німецького лицаря Бруно або від імені тинецького абата з 12 століття. Крім назви Bronowice, існували також такі назви, як: Bronowicze, Brunowicze Theutonicalis - використовувалося під час судового процесу, проведеного в королівському замку Вавель у 1415 році, Wronyewicze. Bronowice Wielkie також згадувалося як Bronowice Duze, Bronowice Wyższe або Bronowice Górne.

## Пам'ятки
- Броновицький цвинтар – місце поховання багатьох видатних представників громадського та культурного життя.
- Цвинтар холерників, розташоване на перехресті вулиць Пяскова та Хельмонського. Він був заснований у 1707-1710 роках, коли в Броновиці Великі від чуми померло 180 осіб. Він служив ще багато разів під час наступних епідемій холери та віспи в 1837, 1848, 1855, 1866, 1872, 1886 і 1892 роках.

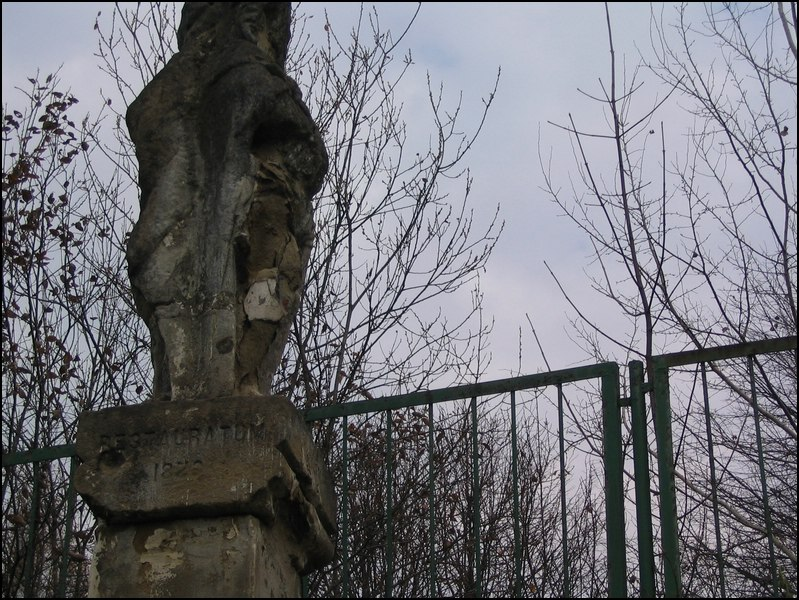
Фігура з двох постатей

- Придорожня фігура на невисокому кам’яному постаменті на Пастерніку.

На краю військового полігону, при державній дорозі № 79, кілька років тому стояла фігура двух постатей, що стояли спиною до спини. Перший — Богородиця в складчастій ризі, із залізним мечем болю в грудях, а другий — оголений Христос, із терновим вінцем на голові, із залізною тростиною в руці (в типі Ecce Homo). Точний рік створення невідомий, але вважається, що повстала у XVIII столітті  . Цю фігуру описали етнограф Оскар Кольберг у 1871 році та історик мистецтва Станіслав Томкович у праці «Рациборовіце» у 1906 році  та в «Портфоліо консерваторів Західної Галичини» у 1909 році  . У 2014 році відреставровану скульптуру перевезли до надвіслянського етнографічного парку у Вигелзуві . Знаходиться в  скансені біля історичного костелу з Ричува Воздвиження Чесного Хреста   .
- Каплиці:
  - Каплиця з образом Матері Божої Сніжної, розташована на перехресті вулиць Будрисув та Ойцовська. Повтсала в 1830 році; ймовірно, спорудили як вотивну жертву після закінчення епідемії холери. Нині щороку на свято Божого Тіла до святині приходить процесія.
  - Храм Непорочної Матері Божої – розташований на вулиці Ойцовській; він був зведений в 1905 році.
  - Храм багатьох святих – розташована в кінці вулиці Будрисув. Своєю назвою він зобов'язаний шести картинам, що його прикрашають; повстав в 1925 році.
- Палац Фішера - побудований наприкінці 19 століття Яном Владиславом Фішером, потім проданий Гелені Бенісовій - дружині професора економіки Ягеллонського університету. Після Другої світової війни в палаці містився гуртожиток. У 1950-х роках палац став власністю Польської академії наук; сьогодні в ньому розташовується відділ фармакології Польської академії наук.
- Палац Рутковських - побудований у 1926 році за проектом Юзефа Галензьовського - професора Академії красних мистецтв. Після Другої світової війни власники здавали  палац в оренду Польській академії наук, а потім продали. Нині тут розташовується відділ фітохімії Польської академії наук.
- Похрусче (Podchruscie) - каземат, склад боєприпасів, побудований Австро-Угорською імперією на початку Першої світової війни, був частиною форту Пастернік ( Fortu 43a Podchruscie ).
- Віла під Гачками (Willa pod Gackami) - також звана "японським палацом" - перебудована на початку XX століття новим власником, Вінцентієм Лепковським, який купив віллу у Яна Фішера. Під час Першої світової війни на віллі іноді зупинявся Юзеф Пілсудський. Під час Другої світової війни на віллі знайшли притулок багато людей незалежно від походження, політичних переконань чи релігії. Після Другої світової війни віллу продала родина Лепковських. У 1991 році його придбали черниці. Нині у віллі діє дитячий садок.

## Сьогодення

### Броновиці Великі
Історична частина розташована на території, обмеженій вулицями Ясногурською та Радзіковського та військовим полігоном Пастернік. Протягом кількох років він планомірно розширювався (нові вулиці: Hoża, Dzielna, Pejzażowa, Waleczna) завдяки своєму привабливому розташуванню: близький доступ до центру, Нова Гута, поруч з дорогами на Катовіце, Вроцлав, Олкуш, Битом та на аеропорт в Баліце, легкий доступ до торгових центрів (Galeria Bronowice), великоформатних магазинів (Castorama, Ikea, Makro, Obi, Witek's, Leroy Merlin), а також завдяки таким перевагам як безпека, тиша та великий обшар зелених зон (Тенчинський ландшафтний парк).

### Броновиці Великі Схід
Новий житловий масив, побудований на початку 1990-х років в районі вулиць Конрада, Ясногурської та Стельмахова. Останнім часом він швидко розширюється вулицями Хельмонського (Chełmońskiego), Стельмахув (Stelmachów), Пяскова (Piaskowa).

### Пастернік
Житловий масив будується на вулиці Пастерніка, в районі військового полігону Пастерніка. Протягом шести років на території площею понад 7 гектарів планується звести 40 дво- та триповерхових будинків загальною кількістю 670 квартир площею від 46 до 90 квадратних метрів.

## Інфраструктура

### Освіта і спорт
- Початкова школа No51 ім. Станіслава Виспянського
- Краківська бібліотека – філія 17 (вул. Ойцув 27)
- Футбольне поле Броновицького КС

### Наука
- Дослідний інститут аграрного університету
- Інститут фармакології Польської академії наук, вул. Смєнтна 12
- Інститут ядерної фізики Польської академії наук, вул. Радзіковського 152 — у 1958 році тут запустили перший у Польщі циклотрон [6]

### Релігійні місця
- Францисканський костел св. Стигматів св. Франциска Ассізького (садиба парафії ) разом з монастирем і Вищою семінарією oo. Францішканув, вул. Ойцовська 1
- Броновицький цвинтар, вул. Пастернік 40
- Зал Царства Свідків Єгови ( збори в Кракові: Азори, Кроводжа, Лобзув ) , вул. На Полях 36а

### Інше
- кілька нових житлових комплексів
- торгові об'єкти: Castorama, Galeria Bronowicka (Auchan), IKEA, Makro Cash and Carry, OBI

## Комунікація (Транспорт)
До Bronowice Wielkie можна дістатися на автобусах MPK Kraków на лініях 114, 120, 168, 210, 230, 238, 248, 258, 268, 278, 501, 611  .
По межі житлового масиву проходить національна дорога на Катовіце та Вроцлав (автомагістраль А4 ). Крім того, між Bronowice Wielkie та Bronowice Wielkie Wschód є національна дорога № 94 у напрямку Олькуш (Olkusz).

## Спорт
Броновицький КС (Bronowicki Sports Club) - клуб був заснований у 1946 році з ініціативи Яна Філіповського, Яна Стачніка, Антонія Сікори, Яна Козинацького та Яна Келковича як Робітничий Спортивний Клуб (RKS) Bronowicki у краківському Броновіце Великому. У клубі, окрім двох спортивних секцій: футболу та настільного тенісу (без участі в змаганнях), довго і активно працювала театральна секція. Крім того, клуб також брав участь в організації фестивалів, які періодично проводилися в лісі Беніса на вулиці Смєтна. Садиба клубу знаходиться за адресою вул. Ойцовська, а спортивний майданчик на вул. Ясногурська. На даний момент клуб має футбольну секцію в С-класі Кракова, група 2.

## Галерея

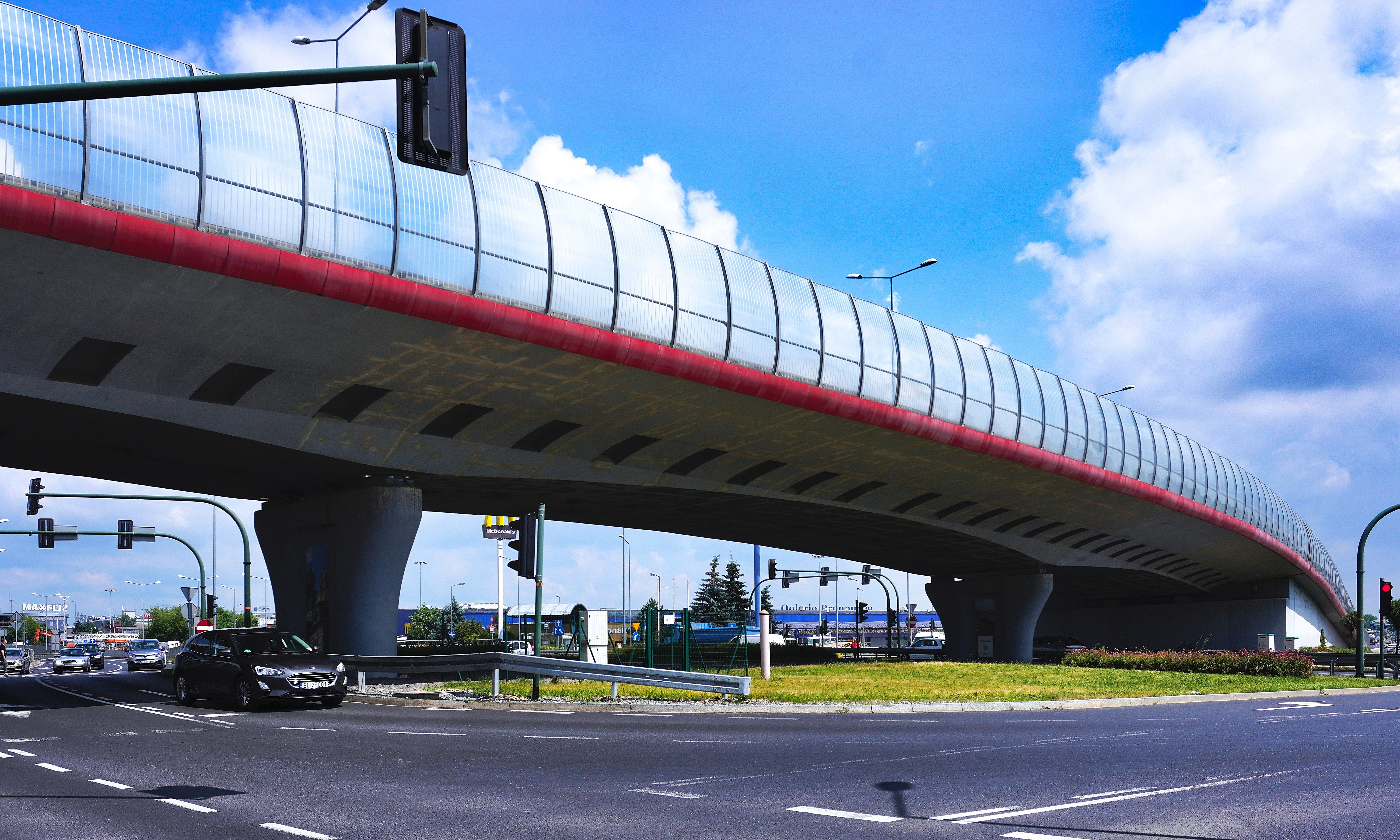
Рондо Офяр Катині
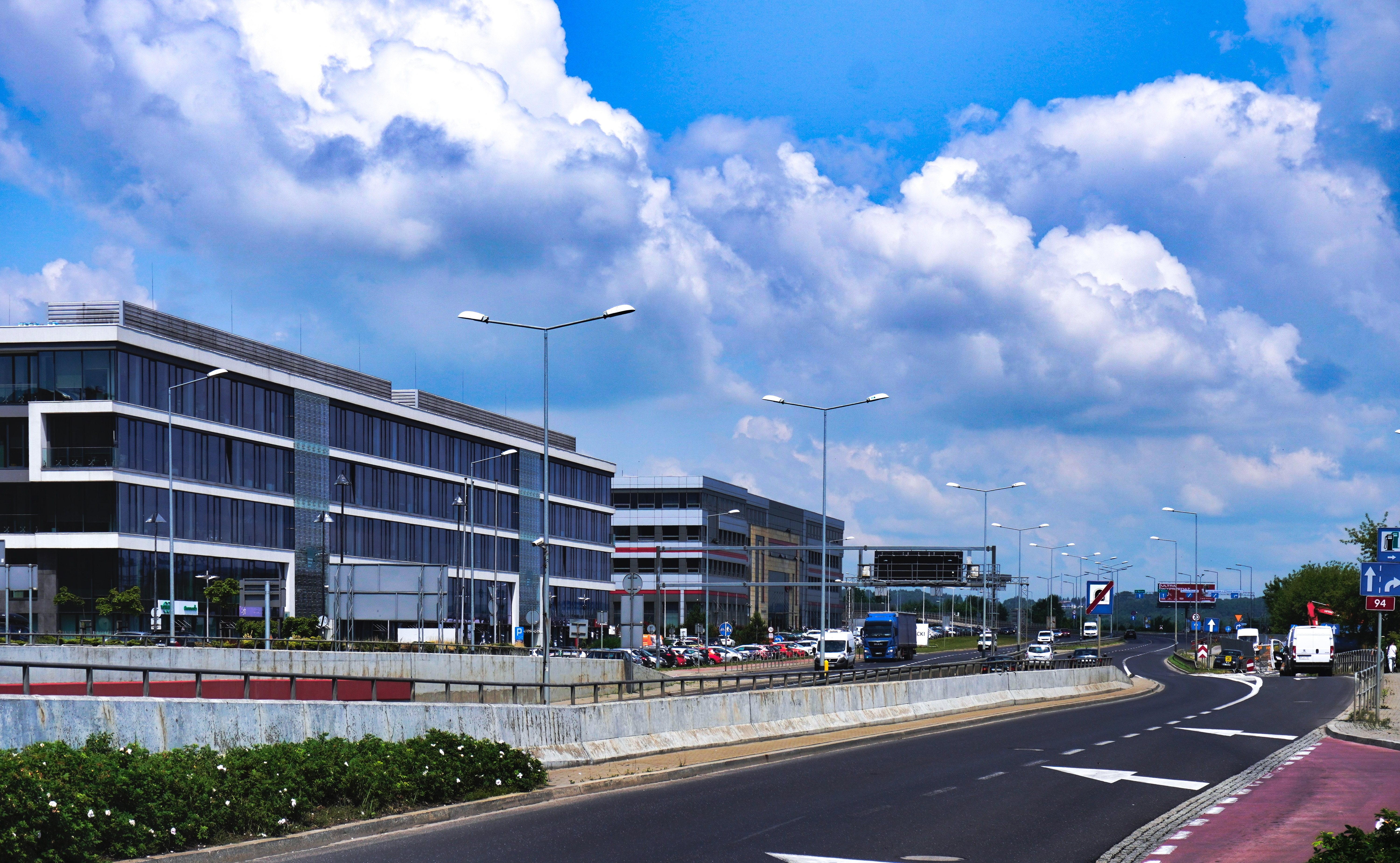
вул. Ясногурська (Ulica Jasnogórska)
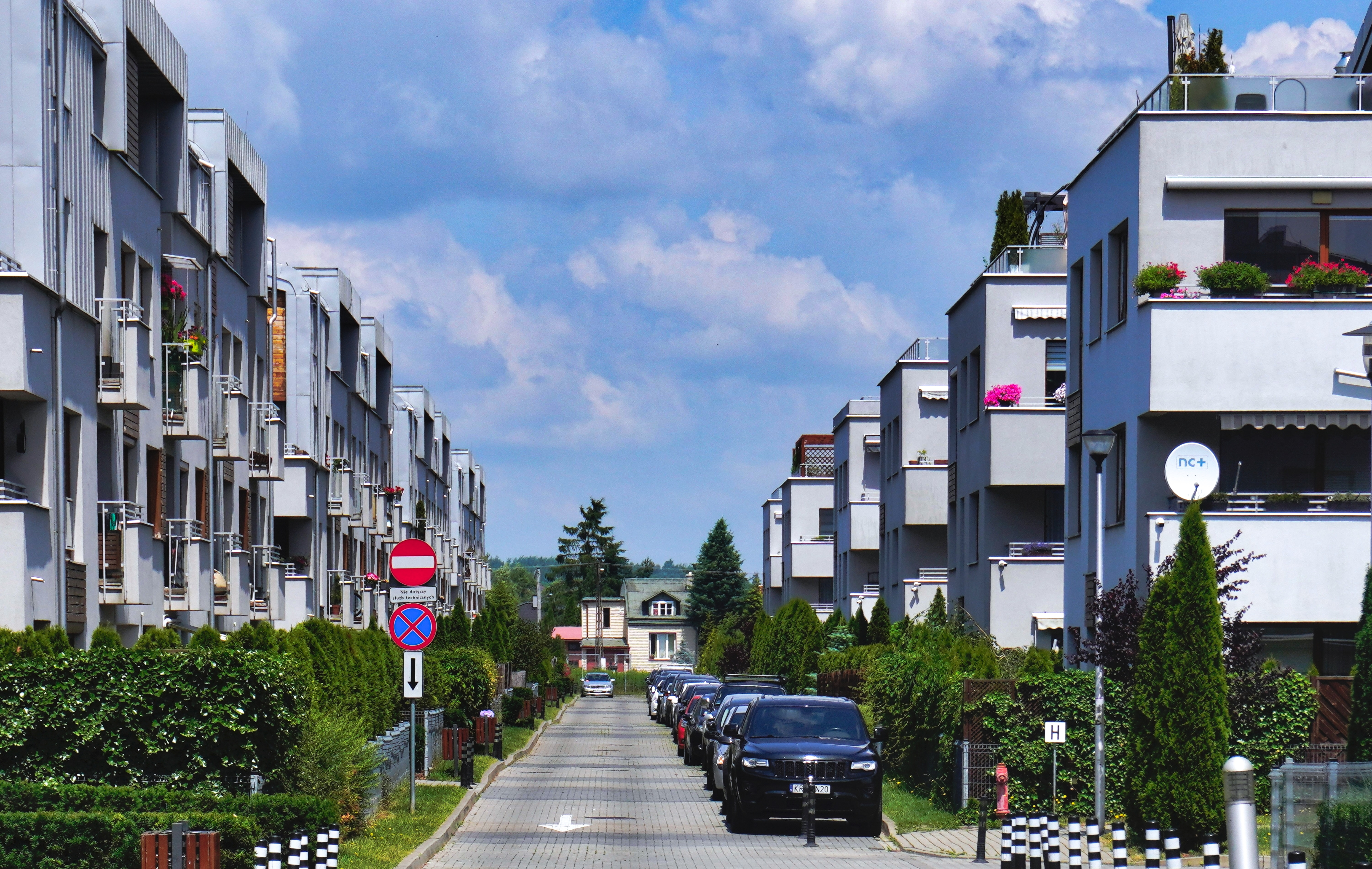
Забудова житлова на вул. Хелмонського
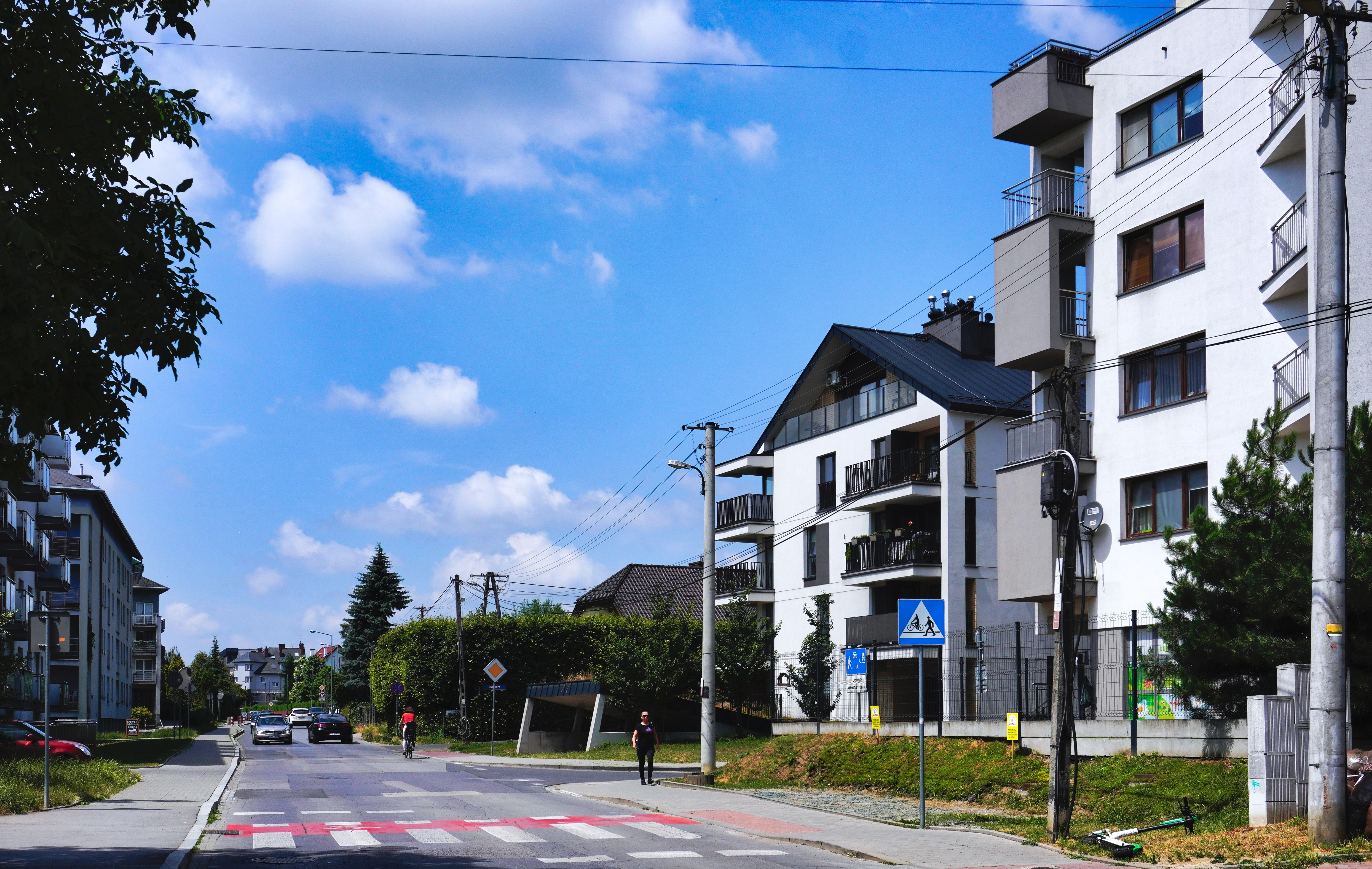
вул. Еліаша Радзіковського (Ulica Walerego Eliasza-Radzikowskiego)
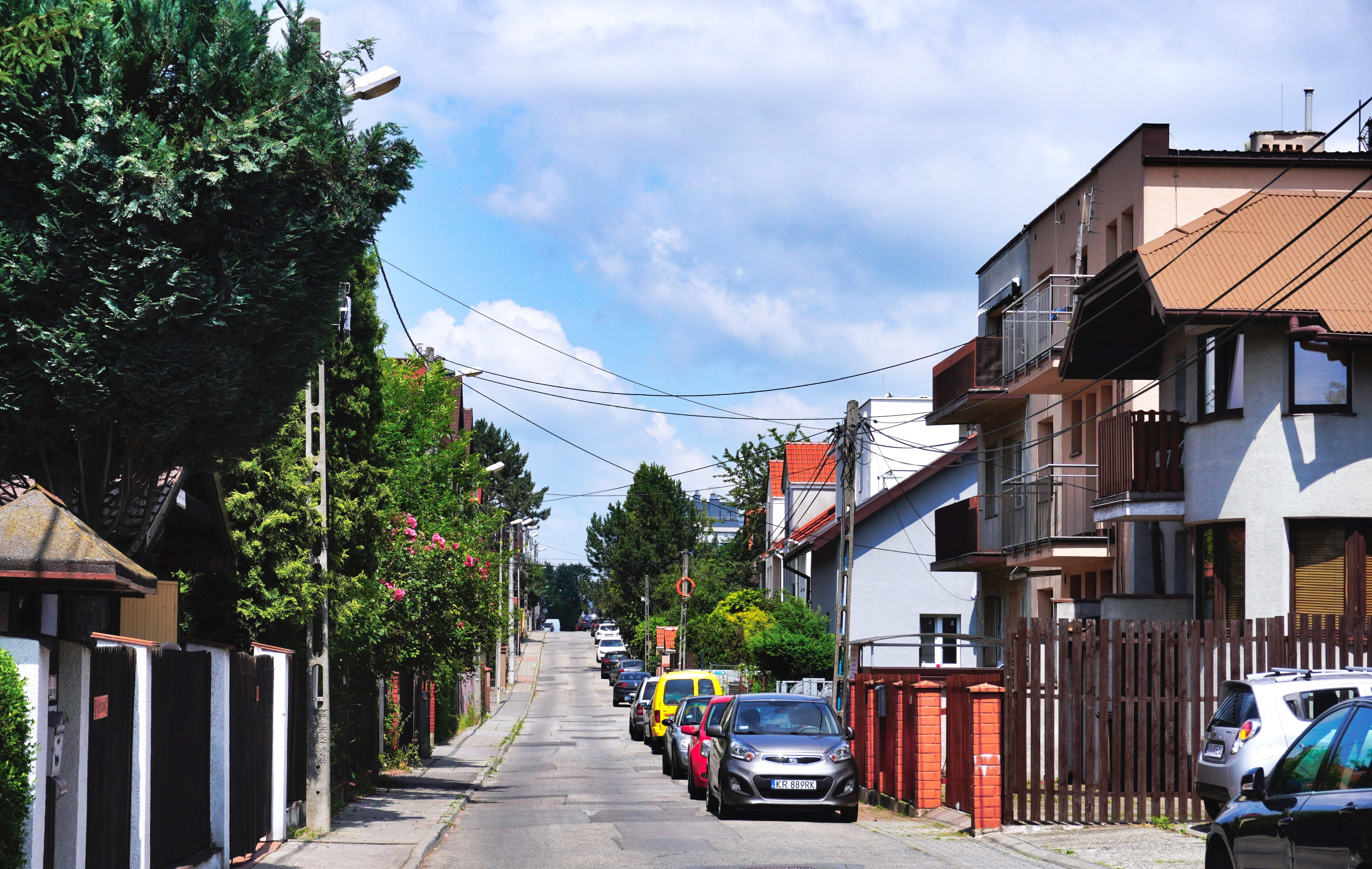
вул. Зигмутовська (Ulica Zygmuntowska)